# Doktorics Benő
Doktorics/Doktorits/Doctorovics Benő (Kisgeresd, 1879. december 11. – Martonvásár, 1958. március 13.) gépészmérnök, feltaláló.

## Életpályája
1897–1901 között a budapesti Műegyetemen tanult, ahol gépészmérnöki oklevelet kapott. 1903-tól a Magyar Királyi Államvasutak Gépgyárában mérnökgyakornok volt. 1919-től a mozdonyépítési műhelyszolgálati ügyosztály főnöke volt. 1922-től a mezőgazdasági géposztály vezetője volt. 1928-tól gyárfőnökhelyettes volt. 1930-ban nyugdíjba vonult.

### Munkássága
Kutatási területe a különböző energiafajtákkal működő erőgépek tervezése és szerkesztése. 1920-ban szabadalmaztatta függőleges tengelyű szélturbináját és fáradt gőzzel működő kondenzátoros lokomotívját, 1923-ban összenyomott levegővel működő munkaátviteli berendezését. Többféle – évtizedekig használt – gőzmozdonyt tervezett. Műszaki cikkei és tanulmányai szakfolyóiratokban jelentek meg. Az 1906. évi milánói nemzetközi kiállításon ezüstérmet kapott.

## Családja
Szülei: Doktorits Sándor és Mesterházy Ilona voltak. 1906. október 15-én, Budapesten házasságot kötött Fekete Irén Alojzia Juliannával (1890–1939).Egy fiuk született: István Béla Benő (1912–1968) műegyetemi tanársegéd.

## Művei
- Szívógépek, gázfejlesztők és erőtelepek, mindenféle tüzelőanyag felhasználására való szerkezetek ismertetésével (Budapest, 1934; németül is).